# Haut-Lieu
Haut-Lieu ist eine französische Gemeinde mit 374 Einwohnern (Stand: 1. Januar 2022) im Département Nord in der Region Hauts-de-France. Sie gehört zum  Arrondissement Avesnes-sur-Helpe, zum Kanton Avesnes-sur-Helpe (bis 2015: Kanton Avesnes-sur-Helpe-Sud). Die Einwohner werden Hautlieusard(e)s genannt.

## Geografie
Haut-Lieu liegt etwa zwei Kilometer südwestlich vom Stadtzentrum Avesnes-sur-Helpes. Umgeben wird Haut-Lieu von den Nachbargemeinden Saint-Hilaire-sur-Helpe im Norden und Nordwesten, Avesnes-sur-Helpe im Norden, Avesnelles im Osten, Étrœungt im Süden und Südosten, Boulogne-sur-Helpe im Süden und Südosten sowie Cartignies im Westen und Südwesten.
Am Ostrand der Gemeinde führt die Route nationale 2 entlang. 

## Bevölkerungsentwicklung
| Jahr                      | 1962 | 1968 | 1975 | 1982 | 1990 | 1999 | 2006 | 2013 |
| Einwohner                 | 416  | 415  | 401  | 442  | 458  | 540  | 432  | 395  |
| Quelle: Cassini und INSEE |      |      |      |      |      |      |      |      |

## Sehenswürdigkeiten

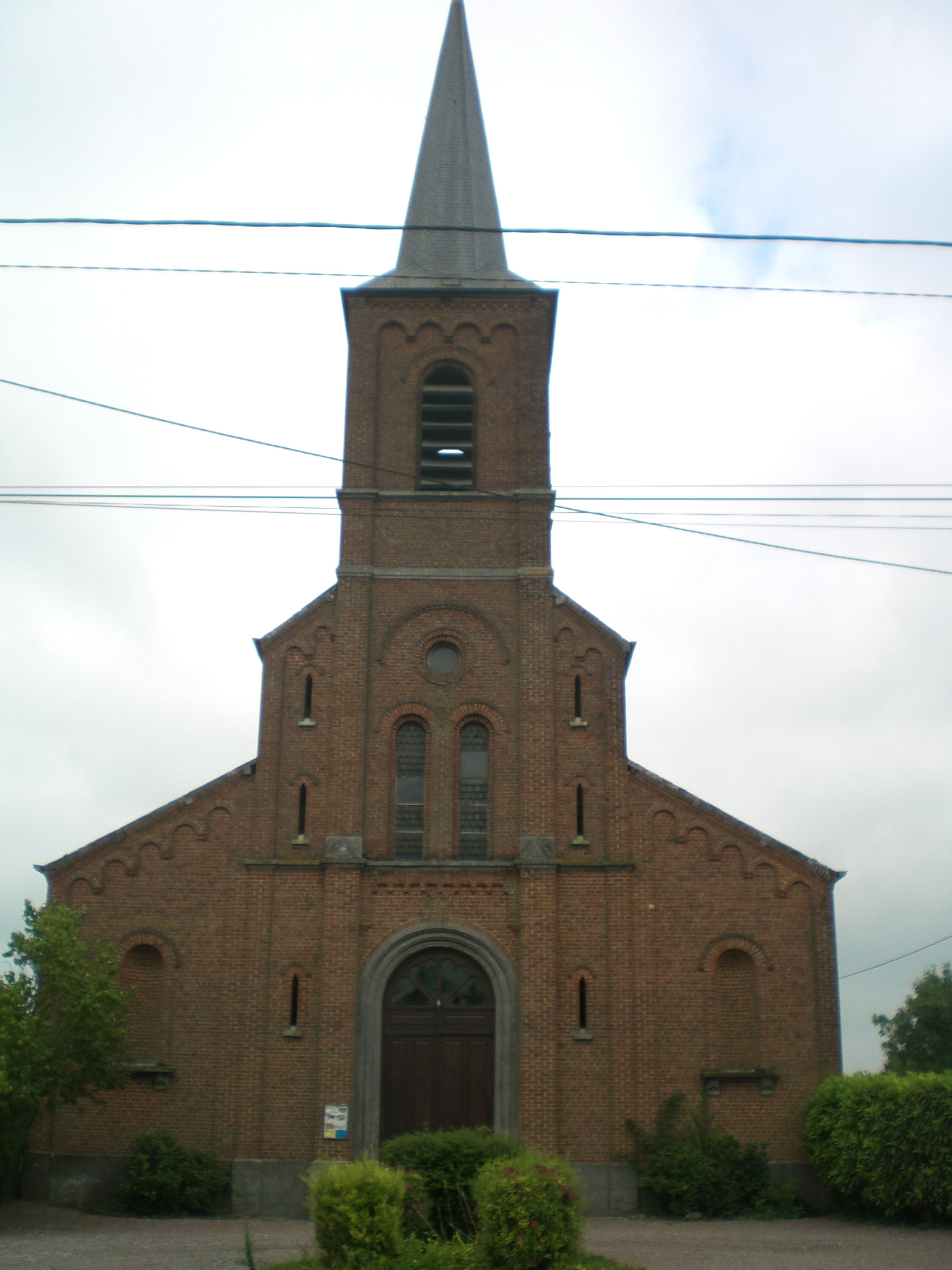
Kirche Saint-André

- Kirche Saint-André von 1891 (siehe auch: Liste der Monuments historiques in Haut-Lieu)
- Kapelle Notre-Dame-de-la-Prospérité von 1717
- Kapelle Notre-Dame-de-Bohain von 1737
- Rathaus von 1883
- Herrenhaus von Biwetz